# 호세 키란테
호세 키란테 피네다(스페인어: José Quirante Pineda; 1883년 5월 10일, 발렌시아 주 알리칸테 ~ 1964년 5월 30일, 카탈루냐 주 바르셀로나)는 스페인의 축구 선수이자 감독이다. 그는 첫 라 리가 시즌에 레알 마드리드 감독을 역임했다.
그는 바르셀로나와 레알 마드리드에서 선수 시절 모두 활약했다. 마드리드 시절, 그는 바르셀로나와의 관계를 청산하지 않았다. 그는 현재 큰 숙적으로 자리잡은 두 구단에서 모두 활약한 경험이 있는 첫 선수이다.
그는 감독으로서 우니온 스포르팅 마드리드, 세비야, 무르시아, 에르쿨레스, 말라가, 카디스, 그리고 베티스를 지휘했다.